# لو بوشاج (إزار)
لو بوشاج (بالفرنسية: Le Bouchage) هي بلدية في إقليم إزار بمنطقة أفيرن–رون ألب في جنوب شرق فرنسا.